# Ustrój polityczny Islandii
Islandia jest republiką. 

## Symbole narodowe
- Flaga: czerwony krzyż z białą obwódką na niebieskim tle (więcej).
- Godło: tarcza z flagą Islandii (biała obwódka zastąpiona srebrną - heraldycznie srebro zastępuje się barwą białą), oparta na płycie bazaltowej, podtrzymują duchy cztery opiekuńcze kraju opisane przez Snorriego Sturlusona w Heimskringla: byk, orzeł, smok (lub gryf) i olbrzym (więcej: Herb Islandii).
- Hymn narodowy: Lofsöngur (O Guð vors lands - O Boże ziemi naszej) (1874, słowa: Matthias Jochumsson, muzyka: Sveinbjörn Sveinbjörnsson).
- Język urzędowy: islandzki.
- Święto narodowe: 17 czerwca – rocznica proklamacji republiki Islandii (1944) i rocznica urodzin bohatera narodowego Jóna Sigurðssona.

## Prezydent
Prezydent wybierany w wyborach powszechnych, bezpośrednich co 4 lata; w przypadku braku innych kandydatur poza urzędującym prezydentem wybory nie odbywają się; liczba kadencji nie jest ograniczona. Prezydenci rezydują w Bessastadir koło Rejkjawiku.
Prezydenci Islandii:
- Guðni Th. Jóhannesson, 2016–
- Ólafur Ragnar Grímsson, 1996–2016
- Vigdís Finnbogadóttir, 1980–1996
- Kristján Eldjárn, 1968–1980
- Ásgeir Ásgeirsson, 1952–1968
- Sveinn Björnsson, 1944–1952

## Rząd
Premier wskazywany przez prezydenta. Rząd wskazywany przez premiera, zatwierdzany przez Parlament. Choć konstytucja islandzka gwarantuje największe uprawnienia prezydentowi, 
a znacznie mniejsze premierowi, to rząd posiada faktyczne prawo inicjatywy ustawodawczej i często je wykorzystuje. 
Premierzy Islandii:
- Geir Haarde, od czerwca 2006 do stycznia 2009
- Jóhanna Sigurðardóttir od lutego 2009 do maja 2013
- Sigmundur Davíð Gunnlaugsson od maja 2013 do kwietnia 2016
- Sigurður Ingi Jóhannsson od kwietnia 2016 do stycznia 2017
- Bjarni Benediktsson od stycznia do listopada 2017
- Katrín Jakobsdóttir od 30 listopada 2017

## Parlament
Parlament Islandii, Althing, jest jednoizbowy. Zasiada w nim 63 parlamentarzystów, wybieranych co 4 lata w wyborach bezpośrednich, które przebiegają według ordynacji proporcjonalnej (52 mandaty rozdzielane są w okręgach wyborczych, a 11 to mandaty wyrównawcze). Czynne i bierne prawo wyborcze przysługuje obywatelom Islandii powyżej 18. roku życia.
W Islandii obowiązuje zakaz łączenia mandatu parlamentarnego i sprawowania funkcji członka rządu (incompatibilitas).
Althing: 
- posiada prawo inicjatywy ustawodawczej (projekty mogą składać zarówno komisje parlamentarne, jak i sami deputowani) oraz uchwala ustawy
- akceptuje zmiany w konstytucji (o zatwierdzeniu zmian decyduje większość 2/3 głosów oddanych za projektem, przy czym musi to być już nowy parlament, zwołany po uchwaleniu przez poprzedni propozycji zmiany konstytucji)
- zatwierdza wprowadzenie ustawodawstwa wyjątkowego w sytuacjach nadzwyczajnych
- składa prezydenta z urzędu za pomocą referendum (wniosek o przeprowadzenie referendum w tej sprawie zostaje uchwalony większością kwalifikowaną 3/4 ogólnej liczby deputowanych)
- decyduje o dymisji rządu (wotum nieufności).

## Instytucja ombudsmana Althingu
W Islandii ombudsman istnieje od 1987 roku (najpóźniej spośród państw skandynawskich). Obecnie funkcjonowanie tej instytucji reguluje ustawa z 1997 roku. 
Kadencja ombudsmana trwa 4 lata. Jest on powoływany przez Althing i musi spełniać takie same kryteria, jak kandydat na stanowisko sędziego w Sądzie Najwyższym. 
Jego immunitet jest ograniczony (nie może być przeciwko niemu prowadzone postępowanie dotyczące sprawy, którą się zajmuje). Odwoływany jest większością kwalifikowaną 2/3 głosów ogólnej liczby posłów. W określonych sytuacjach może mieć zastępcę.
Ombudsman Althingu:
- sprawuje nadzór nad ochroną praw i wolności obywatelskich przed organami państwowymi, osobami fizycznymi i prawnymi oraz innymi podmiotami naruszającymi te prawa
- wszczyna postępowanie na skutek wniesienia skargi, z własnej inicjatywy lub z urzędu
- prowadzi postępowanie przed Althingiem i przed sądami
- ma dostęp do wszelkich informacji związanych ze sprawą, oprócz informacji związanych z tajemnicą państwową dotyczących bezpieczeństwa państwowego i stosunków międzynarodowych

Od 1995 roku w Islandii funkcjonuje także instytucja Ombudsmana do spraw Dzieci, który jest powoływany przez premiera na 5-letnią kadencję. Pełni funkcję opiniodawczą i doradczą.

## Partie polityczne
Zobacz też: Partie polityczne Islandii
Ważniejsze partie polityczne i ich liderzy:
- Partia Niepodległości (konserwatywna) - Bjarni Benediktsson
- Partia Postępu (liberalna, agrarystyczna) - Sigmundur Davíð Gunnlaugsson
- Sojusz (socjaldemokratyczna) -  Árni Páll Árnason
- Ruch Zieloni-Lewica (ekosocjalistyczna, feministyczna) - Katrín Jakobsdóttir
- Świetlana Przyszłość - Heiða Kristín Helgadóttir
- Partia Piratów - Birgitta Jónsdóttir

Wyniki wyborów z 27 kwietnia 2013 (frekwencja 81,4%):
Partia Niepodległości - 26,7%,
Partia Postępu - 24,4%,
Sojusz - 12,9%,
Ruch Zieloni-Lewica - 10,9%,
Świetlana Przyszłość - 8,2%,
Partia Piratów - 5,1%.